# Club Atlético Furrial
El Club Atlético Furrial es un equipo de fútbol venezolano que juega en la Segunda División de Venezuela, fundado el 7 de enero del 2017, con sede en Ciudad Bolívar, Venezuela. Disputa sus encuentros de local en el Estadio Decanato de la UDO.

## Historia

### Inicios (2017 - 2019).
El club fue fundado con la intención de hacer vida en la ciudad de Maturín, llegando a disputar sus encuentros en la Tercera División en el Comanche Bottini de Maturín.

#### Ascenso a la Segunda División.
Furrial consiguió el pase al cuadrangular de ascenso luego de registrar seis victorias, tres empates y tan solo una derrota en un grupo donde lo acompañaron EF Escuela Mejía, Minervén Sport Club,Monagas Sport Club "B", Asociación Civil Mineros de Guayana B, Minasoro Fútbol Club teniendo a  Jhon Mancilla como capitán y figura. 
Fue emparejado en el Cuadrangular B de ascenso junto con Libertador F.C.,DANZ B y Arroceros de Calabozo. En él registró una derrota, un empate y cuatro victorias. 
La final la disputó contra el Madeira Club Lara con un marcador global de 3-2 a favor de Furrial.

### Primeros años en Segunda División (2018 - 2019).
El equipo debuta el 4 de marzo ante Gran Valencia con derrota 0-1 en el Comanche Bottini y termina el Torneo Apertura 2018 con un rendimiento irregular que lo ubicó fuera de la zona de clasificación. Para finales del Torneo Clausura 2018 debe mudarse a la ciudad de Guanare donde establece como sede el Rafael Calles Pinto. 

### Cambio de directiva (2019 - Actualidad).
En agosto de 2019, un grupo de empresarios del estado Bolívar conformado por el Abg. Hugo Mujica, expresidente de Angostura FC; Francisco Pérez, fundador y también expresidente de Angostura FC; y José Nehemías Moreno, exfutbolista profesional, adquieren la franquicia del Atlético Furrial. Basados en su experiencia ganada tras años como dirigentes en el fútbol venezolano, la nueva directiva se propone potenciar el club en uno de los estados con mayor cultura deportiva del país: Portuguesa, la casa del pentacampeón del balompié venezolano, el Portuguesa FC.

#### Subcampeón del Torneo Clausura 2019.
Con un nuevo tren directivo y con Alexis "Pelecito" García como Director Técnico y Oscar "Cari Cari" Noriega, Furrial logra el acceso a la final del Torneo Clausura 2019. En la final se enfrenta a Yaracuyanos Fútbol Club cayendo con un global de 2-3 a favor del conjunto de San Felipe.

#### Actualidad deportiva (2020).
Luego de obtener el subcampeonato en el Clausura 2019, Atlético Furrial afronta la temporada 2020 con una plantilla totalmente renovada y llena de jóvenes, con la intención de darle roce a estos futbolistas en el ámbito profesional.
Furrial, con una base de jugadores guayanesés juega sus partidos de local en Ciudad Bolívar. El estratega Álvaro Valencia está encargado de mostrar una cara competitiva en el Grupo Central de la Copa KickSoccer2020 de la Segunda División de Venezuela.

## Estadio
Artículo principal:  Estadio Decanato de la UDO
El Estadio Decanato de la UDO es una infraestructura deportiva usada comúnmente para la práctica del fútbol, ubicada en Ciudad Bolívar, tiene una capacidad de al menos unos 7 mil espectadores.

## Datos del club
- Temporadas en 3ª División: 1.
- Temporadas en 2.ª División: 3.
- Primer partido: E.F. Escuela Mejía 1-0 Club Atlético Furrial.
- Primer gol en su historia: Jhon Mancilla (Furrial 3-0 Minerven S.C.).
- Primer partido profesional: Club Atlético Furrial 0-1 A.C. Gran Valencia.
- Primer gol de la era profesional: Pedro Lugo (Margarita F.C. 0-1 Furrial).

## Entrenadores

### Anderson y Jesús Pezúa.
La junta directiva decide realizar una renovación total del plantel encargando a los hermanos Anderson y Jesús Pezúa de conducir el equipo en lo que será la Segunda División de Venezuela 2020, siguiendo esta designación la línea que han manejado como norte tanto Mujica como Moreno desde su llegada al club: dar la oportunidad a técnicos jóvenes con procesos exitosos en su haber. 
Los hermanos Pezúa, como son conocidos coloquialmente en el ámbito futbolístico del estado Bolívar, son reconocidos por su trabajo durante muchos años liderando a una de las escuelas más ganadoras de Ciudad Guayana en cuanto a categorías a categorías inferiores: Funderporte FC.